# Gaston Delaparede
Gaston Delaparede né en 1908 dans le sud-ouest de la France et mort en 1995 est un peintre, dessinateur et aquarelliste français.

## Biographie
Avant d'être un peintre reconnu, Gaston Henry Delaparede fut tour à tour limonadier et négociant en liège. Marié à une Concarnoise, il a peint et croqué de nombreux paysages des environs de la ville. Il a beaucoup travaillé également à partir de photographies, sur toiles et sur papier. Il a peint également des sujets d'Afrique du Nord, Algérie et Maroc.
Gaston Delaparede est un peintre dont les œuvres sont inspirées de l'école de Concarneau qui donnent à voir des scènes de la vie des villages et des ports bretons, dans des tons très colorés. Il avait un atelier parisien et ne vendait que très peu. Le fonds de son atelier fut dispersé après sa mort par ses héritiers.
Il a peint plus de 1 000 toiles, gouaches, aquarelles et croquis. 
Il signait ses aquarelles, dont le style est proche de Mathurin Méheut (1882-1958), d'un cercle avec à l'intérieur ses initiales « G » et « D », et parfois d'un « g » minuscule et d'un "D" dans un carré rouge.